# Putte Kock

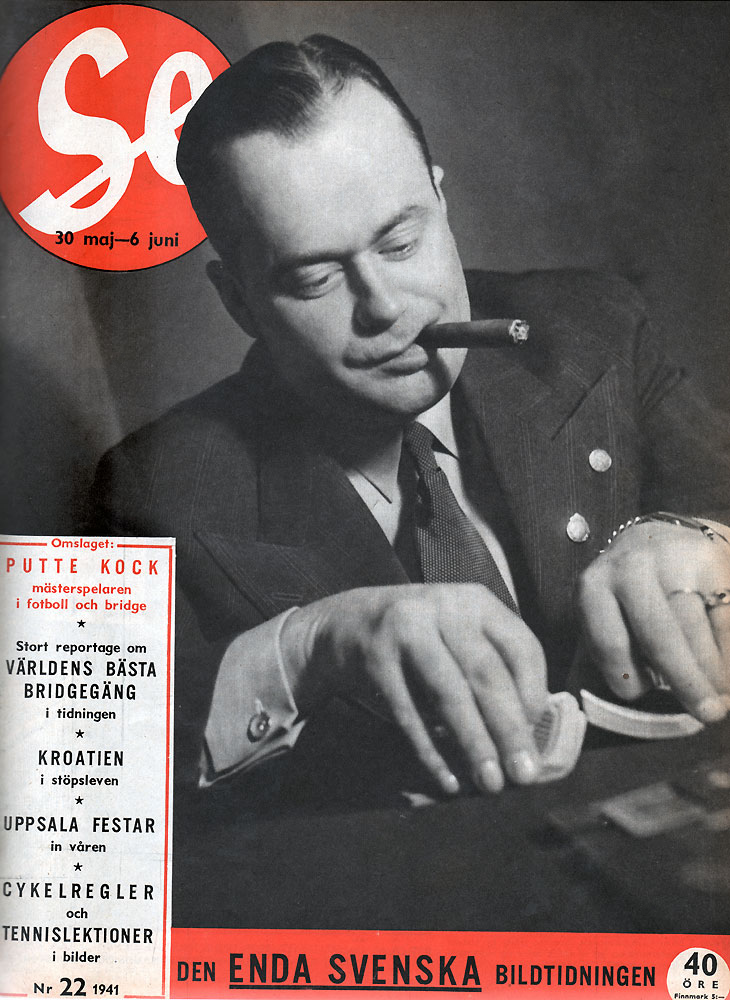
Putte Kock blandar leken på omslaget till Se nr 22 1941.

Jonas Rudolf Eriksson Kock, känd som Putte Kock, född 29 juni 1901 i Nacka, död 31 oktober 1979 i Stockholm, var en svensk fotbollsspelare, ishockeyspelare, bridgespelare, idrottsledare och TV-journalist.
Kock är som medlem nr 6 invald i Svensk fotbolls Hall of Fame.

## Biografi
Putte Kock spelade i AIK:s A-lag 1918–1928 och hann med 32 matcher i Allsvenskan där han gjorde 6 mål. Han spelade 37 landskamper i fotboll men gjorde även 6 landskamper i ishockey där han 1922 vann ett EM-silver.
Kock blev vald till turneringens bästa vänsterytter och gjorde sex mål på fem matcher när Sveriges fotbollslandslag vann brons vid Olympiska sommarspelen 1924 i Paris. Hans idrottskarriär fick emellertid bara några år efteråt avslutas i förtid på grund av en skada i knät (meniskskada) som på den tiden inte gick att operera. Mellan 1932 och 1934 lämnade han för en period sitt AIK och tränade då, tillsammans med Samuel Lindqvist, Djurgårdens IF:s fotbollslag.
Putte Kock var under åren 1945–1953 AIK:s ordförande och innehade parallellt (åren 1943-1956) posten som ordförande i den uttagningskommitté som fram till 1962 hade ansvar för fotbollslandslaget. Som lagledare för landslaget var han med om att erövra guld i OS 1948, brons i VM 1950 samt brons i OS 1952. Kock var under en mängd år också tipsexpert i TV, med premiär den 7 januari 1959. Den mångsysslande AIK:aren arbetade även som sportkommentator på SR där han myntade begreppet Norrlandsfönstret och senare blev han en av de första att anställas på TV-sporten.
Kock blev svensk mästare i bridge ett flertal gånger under 1940-talet. Kock deltog i flera EM och vann 1939 och 1952 EM-guld i bridge.
Vid årsskiftet 1924/25 spelade Putte Kock fyra vänskapsmatcher för IFK Göteborg under en Spanienturné och mötte bland andra FC Barcelona och Atlético Madrid.
Putte Kock är gravsatt i Gustav Vasa kyrkas kolumbarium vid Odenplan i Stockholm.

### Stor grabb och Hall of Fame
Kock blev år 1926 Stor grabb inom svensk fotboll och 2003 valdes han i den första selektionen som medlem nr 6 in i Svensk fotbolls Hall of Fame. Han presenteras där med texten:
"Med sina 17 år är 'Putte' den yngste landslagsdebutanten. Utsågs till världens bäste vänsterytter vid OS 1924. Ledde landslaget till tre VM- och OS-medaljer i rad. Uppskattad kommentator och tipsexpert ("krysch") i TV."

## Meriter

### I klubblag
AIK
- SM-guld (1): 1923

### I landslag
Sverige
- OS 1924: Brons

### Individuellt
- Mottagare av Stora grabbars märke, 1926